# Ewelina Jackowska
Ewelina Jackowska (ur. 26 lipca 1993 w Gdańsku) – polska koszykarka występująca na pozycjach silnej skrzydłowej lub środkowej, obecnie zawodniczka Alby Berlin.
31 lipca 2019 dołączyła do CCC Polkowice. 31 stycznia opuściła klub.
3 lutego 2020 została zawodniczką niemieckiej Alby Berlin.

## Osiągnięcia
Stan na 5 lutego 2020.
Drużynowe
- Mistrzyni Polski juniorek starszych (2012)
- Brązowa medalistka mistrzostw Polski juniorek starszych (2013)
- Awans do PLKK (2016)

Indywidualne
- Zaliczona do I składu grupy A I ligi kobiet (2018)[3]